# Розов, Константин Васильевич
Константи́н Васи́льевич Ро́зов (10 (22) февраля 1874 — 30 мая 1923) — священнослужитель Русской православной церкви, великий архидиакон, клирик Успенского собора Московского Кремля.

## Биография
Родился 10 февраля 1874 года в семье священника Василия Степановича Розова в селе Жданово Курмышского уезда Симбирской губернии (ныне Пильнинский района Нижегородской области).

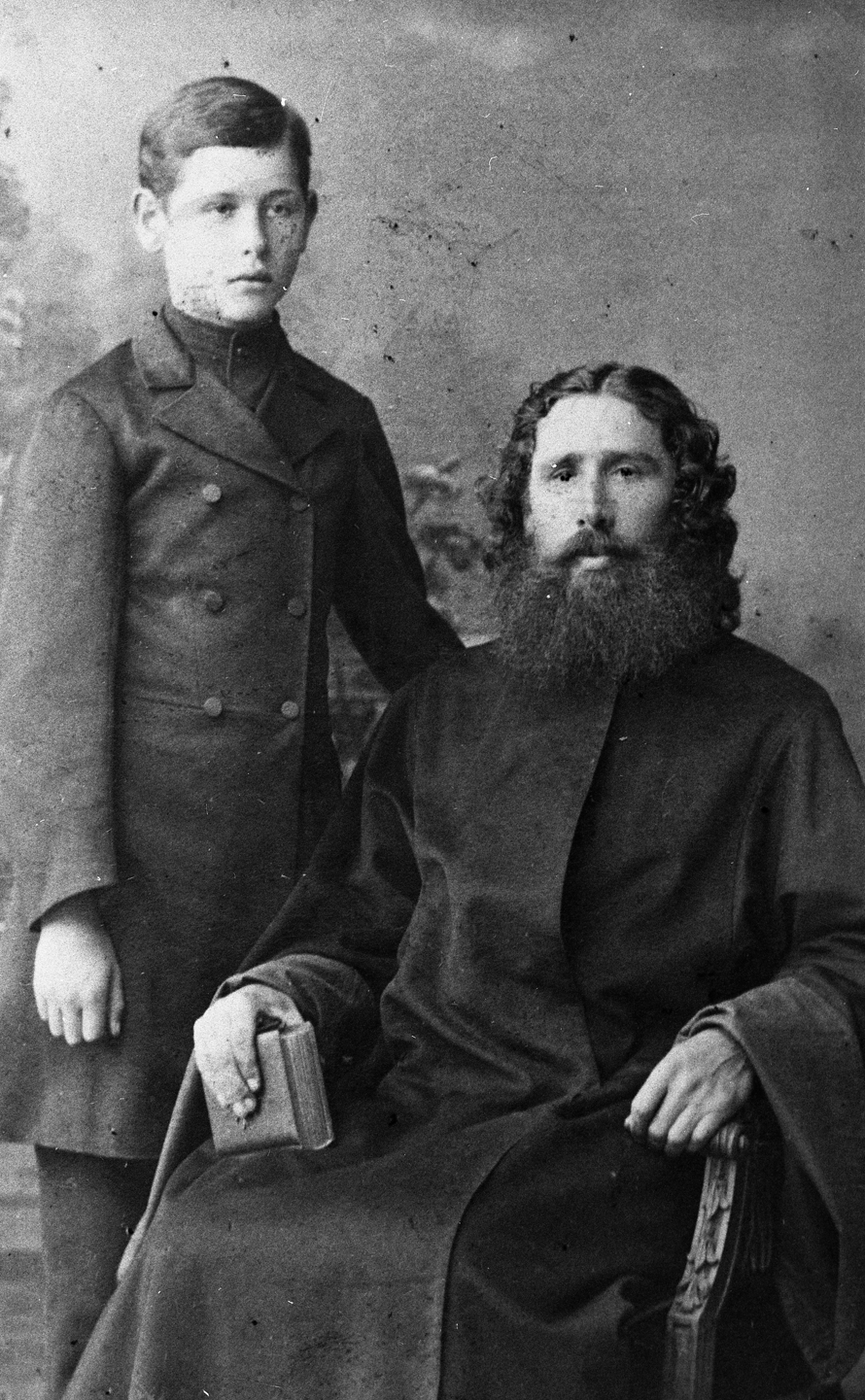
Иерей Василий Степанович Розов с сыном Константином

Младенца крестили 13 февраля 1874 года. В метрической книге храма Живоначальной Троицы в селе Жданово в графе «имена родившихся» за номером 11 написано: «Константин». В графе «имя, звание и фамилия родителей» сказано: «Села Жданова священник Василий Степанович Розов и законная жена его Мария Хрисанфовна, оба православные». Напротив графы «звание, имя, отчество и фамилия восприемников» запись: «села Жданова помещик штабс-ротмистр Алексей Степанов Андреевский и Курмышского 2 гильдии купеческого сына Василия Михайлова Зайцева жена Прасковья Хрисанфовна». Таинство крещения совершили «Нижегородской епархии Сергачского уезда села Березовки священник Георгий Павлов Карельский и села Жданова дьячок Иван Богородицкий и пономарь Александр Смирнов».
Начальное образование получил в сельской школе, а затем по окончании Алатырского духовного училища в 1889 году был направлен в Симбирскую духовную семинарию. В 1895 году стал псаломщиком Всехсвятской церкви. В Симбирске в 1896 году венчался с Любовью Полововой. В августе того же года переведён в кафедральный Троицкий собор, а в сентябре рукоположён в диакона. По воспоминаниям старожила Симбирска С. Уточкина, «из лучших диаконов 29 церквей Симбирска возвышался только К. В. Розов. Когда он служил обедню, с его прекрасным неутомимым басом, прихожане в церкви усердно слушали и восхваляли Розова». С 1897 по 1899 год состоял законоучителем в Городском приходском училище № 6.
Из послужного списка за 1904 год следует, что в 1898 году митрополитом Московским и Коломенским Владимиром он был «определен на штатное дьяконское место к Московскому Кафедральному Христа Спасителя Собору», а затем в 1902 году — к Большому Успенскому собору и 10 ноября 1902 года возведён в сан протодиакона.
В 1903 году на богослужении при его участии в Большом Успенском соборе присутствовала императорская семья. Впоследствии был удостоен царского подарка: «всемилостивейшим пожаловано ему из Кабинета Его Императорского Величества золотые часы с золотой цепью» и приглашения императора Николая II поступить на службу протодиаконом собора императорского Зимнего дворца. Прослужил в Санкт-Петербурге с 1904 по 1907 год.
В марте 1907 года, ссылаясь на губительный для его здоровья климат Петербурга, просил перевести его обратно в Москву, в Успенский собор; ходатайство было удовлетворено.
По красоте голоса, мастерству владения им Розова нередко сравнивали с Фёдором Шаляпиным. Среди почитателей Розова были дворяне, чиновники, купцы, интеллигенты, простолюдины, его голосом восхищались композиторы Александр Кастальский, Павел Чесноков и другие. Со всех концов России съезжались ценители дьяконских низких голосов к службе в неделю Православия в Успенский собор. Розов участвовал во многих благотворительных концертах в Комитете общества благоустройства средних учебных заведений и госпиталях, в богослужениях Марфо-Мариинской обители милосердия Москвы, в Крестовоздвиженском монастыре Твери и других городах.
Он был приглашён и за границу на торжества освящения памятника, сооружённого в Лейпциге в 1913 году в память русских воинов, погибших в битве с войсками Наполеона в октябре 1813 года. За участие в торжестве 27 ноября 1913 года награждён орденом святого князя Владимира IV степени.
В 1917 году в России было восстановлено патриаршество. При избрании патриарха Тихона в храме Христа Спасителя именно Розову было поручено провозгласить ему «Многая лета». В январе 1918 года по предложению патриарха Тихона Константин Розов был возведён в сан архидиакона. В те годы все торжественные богослужения в Москве совершались в храме Христа Спасителя, и Розов был их непременным участником. Много служил он и в других московских церквах, принимал участие в благотворительных концертах.

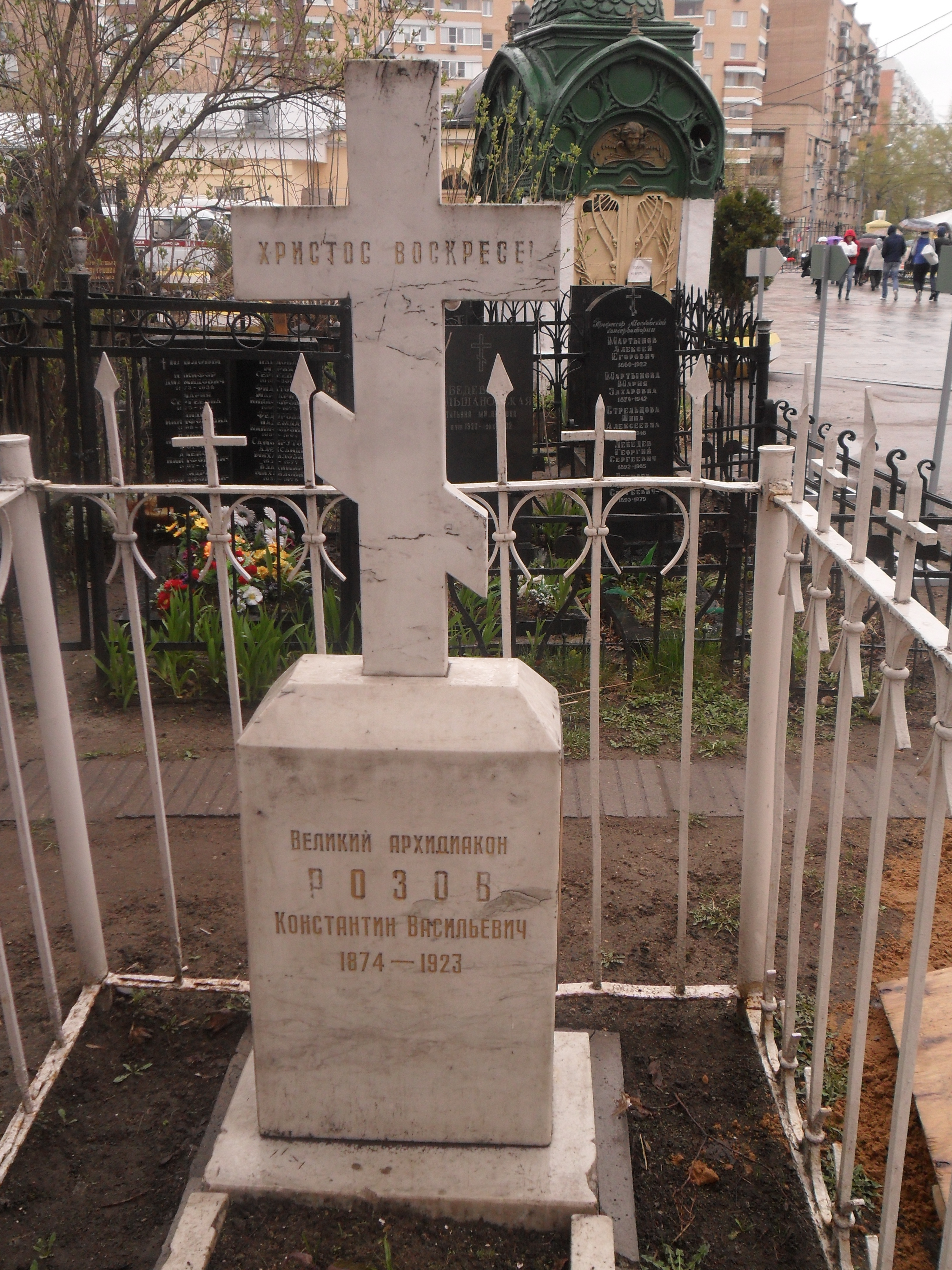
Могила Розова на Ваганьковском кладбище

19 сентября 1921 года в Москве в храме Христа Спасителя, где собралось свыше 15 тысяч человек, торжественно отмечалось 25-летие его диаконского служения. Тогда же состоялось торжественное наречение Константина Розова «великим архидиаконом». Розов — единственный из священнослужителей Русской православной церкви за всю её историю, кто был удостоен такого титула. В те дни верующие преподнесли своему любимцу множество поздравительных адресов и приветствий, часть которых сохранилась до наших дней.
Изменившаяся в 1920-х годах политическая обстановка в России побудила Розова обратиться к концертной деятельности, его репертуар значительно расширился, в нём появились произведения современных авторов, но всё же чаще он исполнял известные русские народные песни, а также классические произведения Петра Чайковского, Модеста Мусоргского и иных композиторов. Не оставляя церковного богослужения, Розов стал солистом Московской академической капеллы и концертировал совместно с артистами московского Большого театра и театров Петрограда в разных городах России.
В марте 1923 года в Большом зале Московской консерватории состоялся последний концерт, проходивший с его участием.
30 мая 1923 года он скончался в возрасте 49 лет. На панихиде по великому архидиакону, состоявшейся в Крестовоздвиженском храме бывшего Крестовоздвиженского монастыря, наряду с жителями близлежащих домов присутствовали композиторы Александр Кастальский, Павел Чесноков и другие представители творческой интеллигенции.

### Семья и дети

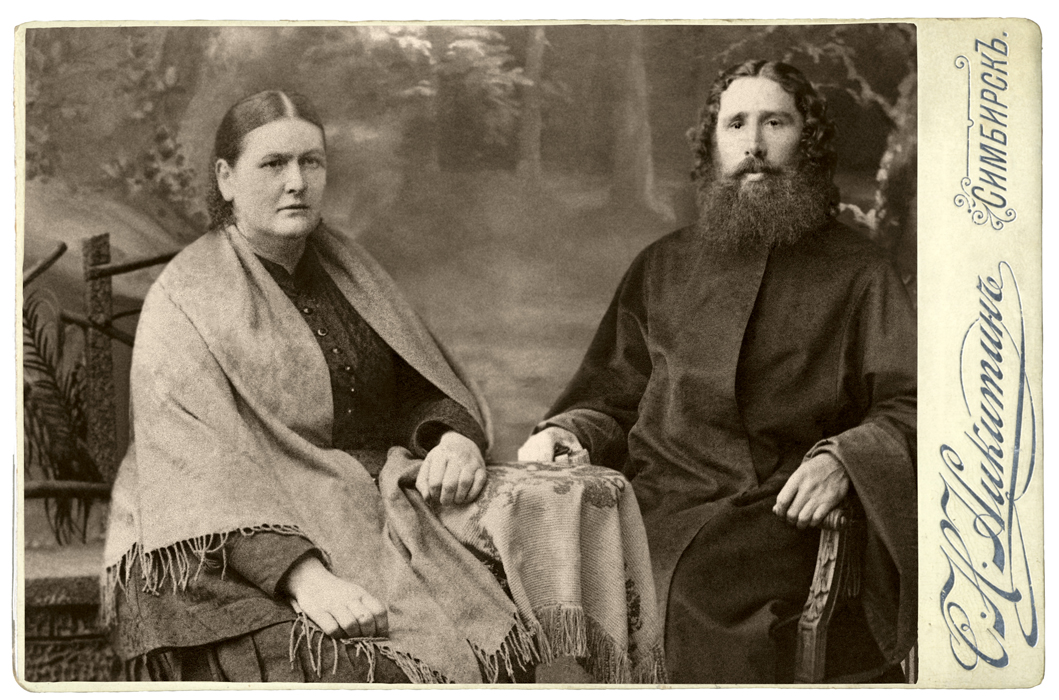
Родители Константина Розова — иерей Василий Розов и матушка Мария Хрисанфовна

- Отец — Василий Степанович Розов — священнослужитель Русской православной церкви, священник храма Живоначальной Троицы села Жданово в 1870-е годы.
- Мать — матушка Мария Хрисанфовна[7].
  - Брат — Николай Васильевич (1877-05.03.1938) — священномученик.
  - Брат — Михаил Васильевич (1882-06.03.1938) — священномученик.
  - Сестра — Анна Васильевна.
  - Сестра — Мария Васильевна.
  - Сестра — Вера Васильевна.
    - Дочь — Людмила Константиновна.

## Память
К 100-летию со дня рождения Константина Розова на его могиле на Ваганьковском кладбище (1 уч.) Московская патриархия установила крест из белого мрамора. С начала 1990-х годов началось возрождение памяти о Розове. В прессе появились статьи о нём, были выпущены пластинки и аудиокассеты с духовными и светскими произведениями в его исполнении.
В 1993 году по благословению Святейшего патриарха Московского и Всея Руси Алексия II был проведён 1-й Международный праздник дьяконского искусства имени Великого Архидьякона Константина Розова, ставший ежегодным.
Огромная роль в возрождении памяти о Розове принадлежит его дочери, искусствоведу Людмиле Константиновне (1907—2002), сумевшей сохранить большую часть его документального наследия (в том числе, архивные аудиозаписи) для потомков и выпустившей в 1994 году книгу воспоминаний о своём отце.